# Сему, Франк
Франк Сему́ (дат. Franck Semou; 25 августа 1992, Копенгаген) — датский футболист ивуарийского происхождения, полузащитник и капитан клуба «Хам-Кам». Выступал в молодёжной сборной Дании.

## Карьера
Его карьера началась в клубе «Видовре», когда он 4 декабря 2007 года подписал контракт с этим клубом. Дебютировал он в составе основной команды 5 октября 2008 в матче против «Виборга». В 2010 году Сему перебрался в «Брондбю», но сезон 2010/11 отыграл в дублирующем составе. Но уже в сезоне 2011/12 Франк периодически появлялся в стартовом составе, отыграв в свой первый сезон 12 матчей за клуб, но чаще он выходил на поле со скамейки запасных. 12 октября 2012 года Сему дебютировал в составе молодёжной сборной Дании в матче против Украины, выйдя на замену на 73 минуте. Вскоре Франк получил тяжёлую травму ахиллова сухожилия, пропустив около года, отправился в аренду в клуб Первой лиги «Академиск». Летом 2014 года «Брондбю» и Сему по обоюдному согласию расторгли контракт, и футболист отправился играть во Вторую лигу за клуб «Свеболле». В январе 2015 года Франк уехал в клуб норвежской Оддсенлиги «Брумундал». Отыграв хороший сезон, полузащитник вместе с нападающим Сайху Янье перебрался в «Хам-Кам».